# Communauté de communes de l'Arize
La communauté de communes de l'Arize est une ancienne communauté de communes française, située dans le département de l'Ariège et la région Occitanie. Créée en 1999, elle a fusionné au 1er janvier 2017 avec la Communauté de communes de la Lèze pour former la Communauté de communes Arize Lèze.

## Composition
À sa disparition, la communauté de communes regroupait 14 communes :
| Nom                   | Code Insee | Gentilé     | Superficie (km2) | Population (dernière pop. légale) | Densité (hab./km2) |
| --------------------- | ---------- | ----------- | ---------------- | --------------------------------- | ------------------ |
| Le Mas-d'Azil (siège) | 09181      | Aziliens    | 39,36            | 1 193 (2014)                      | 30                 |
| La Bastide-de-Besplas | 09038      | Besplasois  | 10,22            | 378 (2014)                        | 37                 |
| Les Bordes-sur-Arize  | 09061      | Bordéens    | 12,68            | 513 (2014)                        | 40                 |
| Camarade              | 09073      | Camareaux   | 27,68            | 180 (2014)                        | 6,5                |
| Campagne-sur-Arize    | 09075      | Campagnéens | 13,34            | 267 (2014)                        | 20                 |
| Castex                | 09084      | Castécois   | 7,03             | 92 (2014)                         | 13                 |
| Daumazan-sur-Arize    | 09105      | Daumazanais | 13,78            | 713 (2014)                        | 52                 |
| Fornex                | 09123      | Fornexiens  | 9,62             | 112 (2014)                        | 12                 |
| Gabre                 | 09127      | Gabrais     | 13,36            | 105 (2014)                        | 7,9                |
| Loubaut               | 09172      | Loubautois  | 2,39             | 29 (2014)                         | 12                 |
| Méras                 | 09186      | Mérasiens   | 3,69             | 104 (2014)                        | 28                 |
| Montfa                | 09205      | Montfanéens | 8,54             | 79 (2014)                         | 9,3                |
| Sabarat               | 09253      | Sabaratois  | 9,50             | 331 (2014)                        | 35                 |
| Thouars-sur-Arize     | 09310      | Thouarais   | 2,34             | 51 (2014)                         | 22                 |

## Fonctionnement
4 commissions:
- Finances : Jean Pierre Bernabé
- Cadre de vie, environnement : Christian Moirot
- Enfance : Liliane Descuns
- Culture, Sports, loisirs, Patrimoine, Tourisme : Michel Dapot

## Administration
| Période                                  | Période | Identité       | Étiquette | Qualité                                                         |
| ---------------------------------------- | ------- | -------------- | --------- | --------------------------------------------------------------- |
| 1999                                     | 2014    | Raymond Berdou | PS        | Maire du Mas-d'Azil, conseiller général du canton du Mas-d'Azil |
| Les données manquantes sont à compléter. |         |                |           |                                                                 |

## Sources
- portail des communes de l'Ariège
- le splaf
- la base aspic